# Richard Palmer
Richard of Riccardo Palmer (koninkrijk Engeland, 12e eeuw – Messina, 1195) was een Engelse edelman in het middeleeuwse Italië. In het Normandische koninkrijk Sicilië was hij bisschop van Syracuse (1169-1182) en aartsbisschop van Messina (1182-1195) tot zijn dood.

## Levensloop

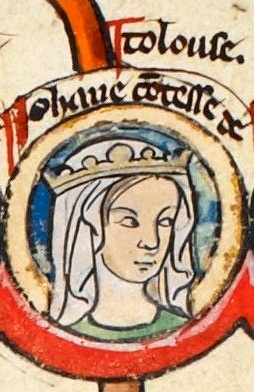
Johanna Plantagenet, koningin-gemalin van Sicilië

Palmer verliet zijn adellijke familie in Engeland om in Frankrijk scholing te volgen. 
Na een pelgrimstocht naar het Heilig Land, verbleef hij op zijn terugreis definitief in het Normandische koninkrijk Sicilië. Circa 1160 duikt zijn naam op als een van de bestuurders van Bari na de moord op Maio van Bari. 
Na de dood van bisschop Rinaldo de Lusio, bisschop van Syracus (1154), verhuisde Palmer naar Syracuse op Sicilië. Het kapittel van de kathedraal van Syracuse verkoos hem tot bisschop (1155). Hij was dus bisschop-elect van Syracuse zonder de bisschopstroon in bezit te (kunnen) nemen, omdat hij niet gewijd werd (1155). Hij werd hoveling van koning Willem I van Sicilië van het Huis Hauteville. In deze functie kon hij de vorst tot bedaren brengen toen deze een strafexpeditie naar het opstandige Salerno wou sturen (1162). Samen met andere bisschoppen zoals Romualdus II Guarna kreeg hij het gedaan dat Salerno niet verwoest werd. 
In 1166 stierf Willem I. Zijn weduwe Margaretha van Navarra werd regentes omdat hun zoon Willem II minderjarig was. Palmer werd lid van de Kroonraad of Familiares regis, wat betekent Intimi van de koning. Zo werkte hij samen met de machtige hoofdklerk Matteo van Ajello. 
Palmer aasde op de aartsbisschoppelijke troon van de hoofdstad Palermo die vrij stond. Doch andere bisschoppen wilden dit ook, zoals Gentilis, bisschop van Agrigentum. 
Als bisschop-elect onderhield Palmer een correspondentie met Thomas Becket in Canterbury en met de kanselier van Canterbury Peter van Blois.
Toen de vertrouweling van de regentes, Etienne du Perche, zowel kanselier als aartsbisschop van Palermo werd (1167), sloot Palmer aan bij de fractie aan het hof tegen Etienne du Perche. Nadat een aanslag op du Perche werd ontdekt, vloog Palmer in de gevangenis (1167-1168). Eenmaal vrij rees zijn ster nadat Etienne du Perche Sicilië ontvlucht was (1168). In 1169 werd Palmer tot bisschop van Syracuse gewijd. 

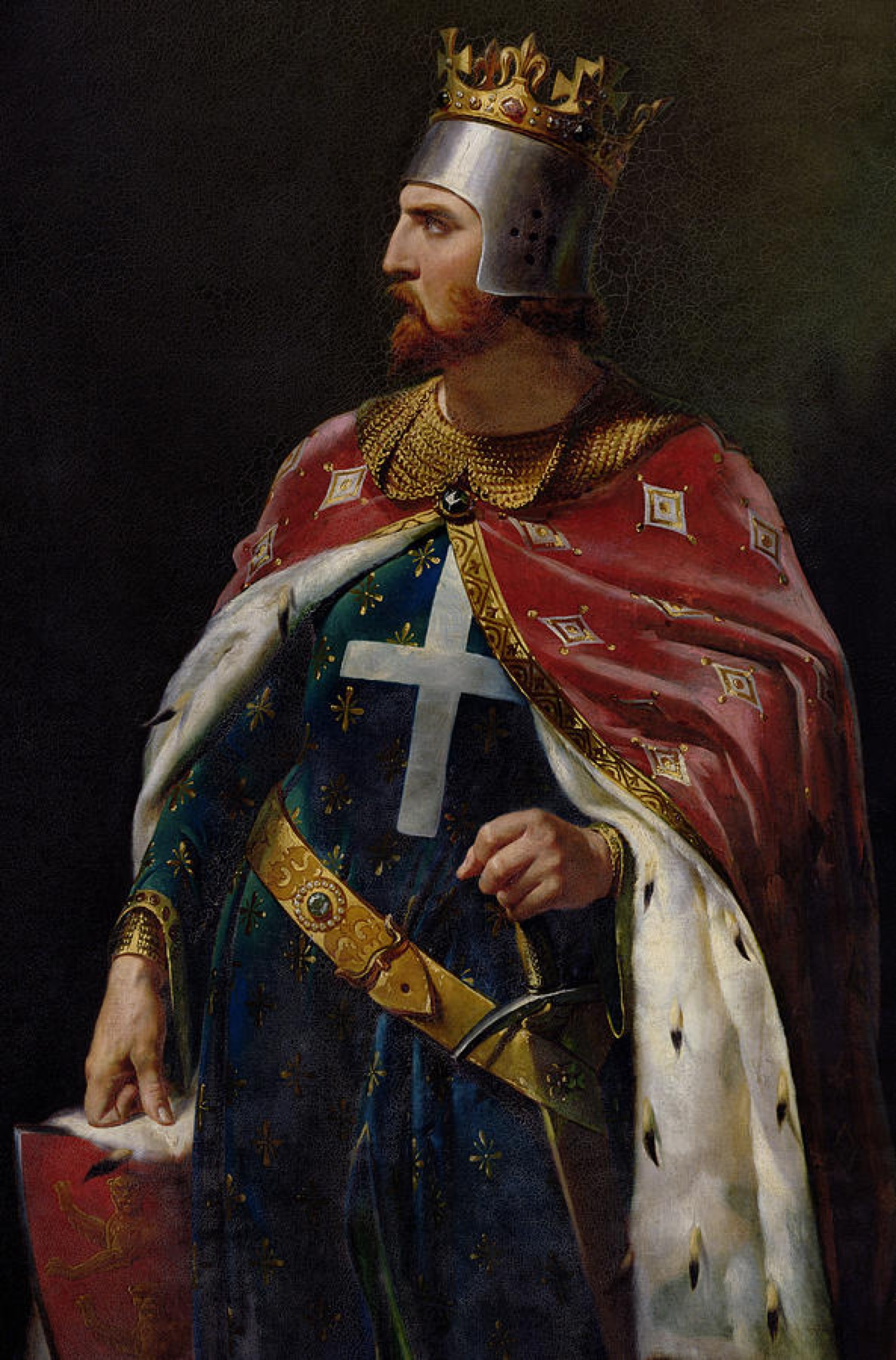
Koning Richard Leeuwenhart van Engeland, kruisvaarder

Palmer was betrokken bij de huwelijksbesprekingen over koning Willem II met Johanna Plantagenet, dochter van koning Hendrik II van Engeland. Hij ontving het meisje na haar lange reis naar Sicilië (1177). Hij was aanwezig op het huwelijk in de kathedraal van Palermo en op haar kroning. 
In Syracuse verfraaide hij de kathedraal met mozaïeken en plaatste glasramen in de vensters.
Circa 1182 werd Palmer aartsbisschop van Messina op vraag van paus Lucius III. In september 1190 ontving hij met groot gevolg de vloot van koning Richard Leeuwenhart van Engeland. Deze was op tocht naar het Heilig Land in de Derde Kruistocht. Richard Leeuwenhart bracht de winter van 1190-1191 op Sicilië door. Sicilië was immers woelig na de dood (1189) van Willem II, die kinderloos was. Koning Tancred van het Huis Hauteville had Willem II weliswaar opgevolgd, doch de troonsbestijging werd betwist. De pausgezinde hoffractie rond Matteo van Ajello steunde Tancred, terwijl de keizersgezinde fractie en de Engelsen Constance van Sicilië op de troon wensten. Palmer steunde Tancred en bepleitte tevergeefs bij koning Richard om hetzelfde te doen. Koning Richard kreeg van keizer Hendrik VI van het Heilig Roomse Rijk de garantie dat aartsbisschop Palmer en Messina gespaard zouden blijven van keizerlijke wraakacties (1194).
In 1195 stierf Palmer. Hij werd begraven in de Sint-Nicolaaskerk in Messina. Op zijn graf stond in het Latijn het opschrift: Anglia me genuit. Instruxit Gallia. Fovit Trinacris. Huic tandem corpus et ossa dedi. Dit betekent : Engeland heeft me voortgebracht. Frankrijk heeft me opgeleid. Sicilië heeft me gesteund (gekoesterd). Aan Sicilië heb ik tenslotte mijn lichaam en beenderen gegeven.